# حسینیه گود
حسینیه گود مربوط به دوره تیموریان - دوره قاجار است و در بیرجند، خیابان آیتی، بلوار شهید مطهری واقع شده و این اثر در تاریخ ۲۲ تیر ۱۳۷۹ با شمارهٔ ثبت ۲۷۶۰ به‌عنوان یکی از آثار ملی ایران به ثبت رسیده است.